# Vought F-8 Crusader
El Vought F-8 "Crusader" fou un caça monoplaça supersònic embarcat. Tingué una destacada participació en la Guerra del Vietnam.

## Història
Inicialment, l'F-8 Crusader estava dissenyat com a successor del Vought F7U Cutlass. Va entrar en combat per primer cop en el Sud-est Asiàtic com a caça bombarder. El 1964, el RF-8 Crusader, la versió de reconeixement, fou utilitzat per a realitzar fotografies sobre les zones enemigues. També foren utilitzats durant les incursions de la famosa Operació Rolling Thunder, com a avions d'atac a terra, reconeixement o com a escorta per als més vulnerables F-105 Thunderchief i A-4 Skyhawk que realitzaven missions de bombardeig sobre Vietnam del Nord. De vegades, l'F-8 era utilitzat com a esquer per als míssils SAM, que havien causat nombroses baixes aèries nord-americanes. La Marina estava segura que els SAM eren disparats cap al primer objectiu a la vista. Es creia que, en cas d'atac amb bombarders pesants vulnerables als SAM, si els F-8 anessin davant, els SAM serien llançats contra ells, i no els bombarders. Després, els pilots d'F-8 haurien de saber esquivar els SAM, que podia resultar una tasca complicada, sobretot si més d'un era llançat contra ells. Aquesta tàctica va resultar bastant eficaç, i es va reduir el nombre d'avions perduts.
L'F-8 Crusader va representar la meitat o més dels caces embarcats en el golf de Tonquin durant els primers quatre anys de guerra. L'F-8 va acreditar uns 17 MiG-17 enemics destruïts. El Crusader també es va enfrontar al MiG-21, el caça més avançat dels nord-vietnamites. El Crusader és conegut com "The last gunfighter" o "L'últim pistoler", ja que fou l'últim avió de l'exèrcit dels Estats Units en tenir els canons com a arma principal. El Crusader abaté un nombre d'avions enemics considerable amb els canons de 20mm.
Durant els anys 70, la NASA va utilitzar uns quants Crusader modificats per provar la viabilitat del vol per cables i de les ales supercrítiques.

## Especificacions (F-8E)
Dades de The Great Book of Fighters and Quest for Performance Combat Aircraft since 1945
Característiques generals
- Tripulació: 1
- Càrrega útil: 2.300 kg
- Longitud: 16,53 m
- Envergadura: 10,87 m
- Alçada: 4,80 m
- Superfície de l'ala 34,8 m²
- Perfil: perfil NACA 65A006 mod a l'arrel, NACA 65A005 mod a la punta alar
- Relació d'aspecte: 3,42:1
- Pes buit: 7.956 kg
- Pes carregat: 13.000 kg
- Motor: 1× turboreactor amb postcombustió Pratt & Whitney J57-P-20A 
  - Impuls normal: =47,6 kN
  - Impuls amb postcremador: 80,1 kN
- * Capacitat de combustible: 5.016 L

 Rendiment 
- Velocitat màxima: Mach 1,86 (1.975 km/h)
- Velocitat de creuer: 495 nusos
- Radi de combat: 730 km
- Abast en trasllat: 2.795 km  amb dipòsits de combustible externs
- Sostre de servei: 17.700 m
- Ràtio d'ascens: 162,3 m/s
- Càrrega alar: 377,6 kg/m²
- Impuls/pes: 0,62

Armament

- Metralladores: 4 canons automàtics de calibre 20 mm Colt Mk 12 amb 125 cartutxos cadascun.

Visió esquemàtica del F-8E

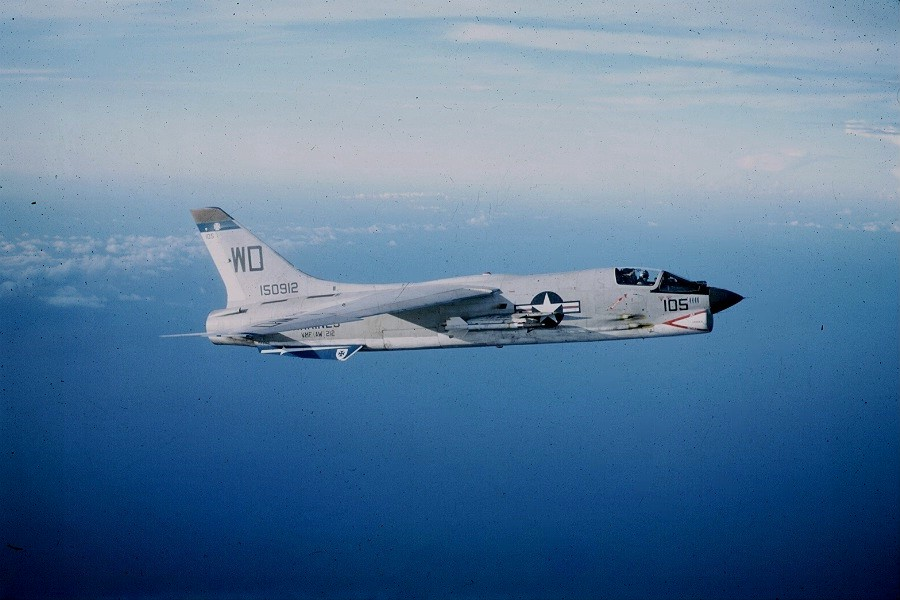
Imatge de perfil d'un F-8E de l'USS Oriskany en vol, 1965.

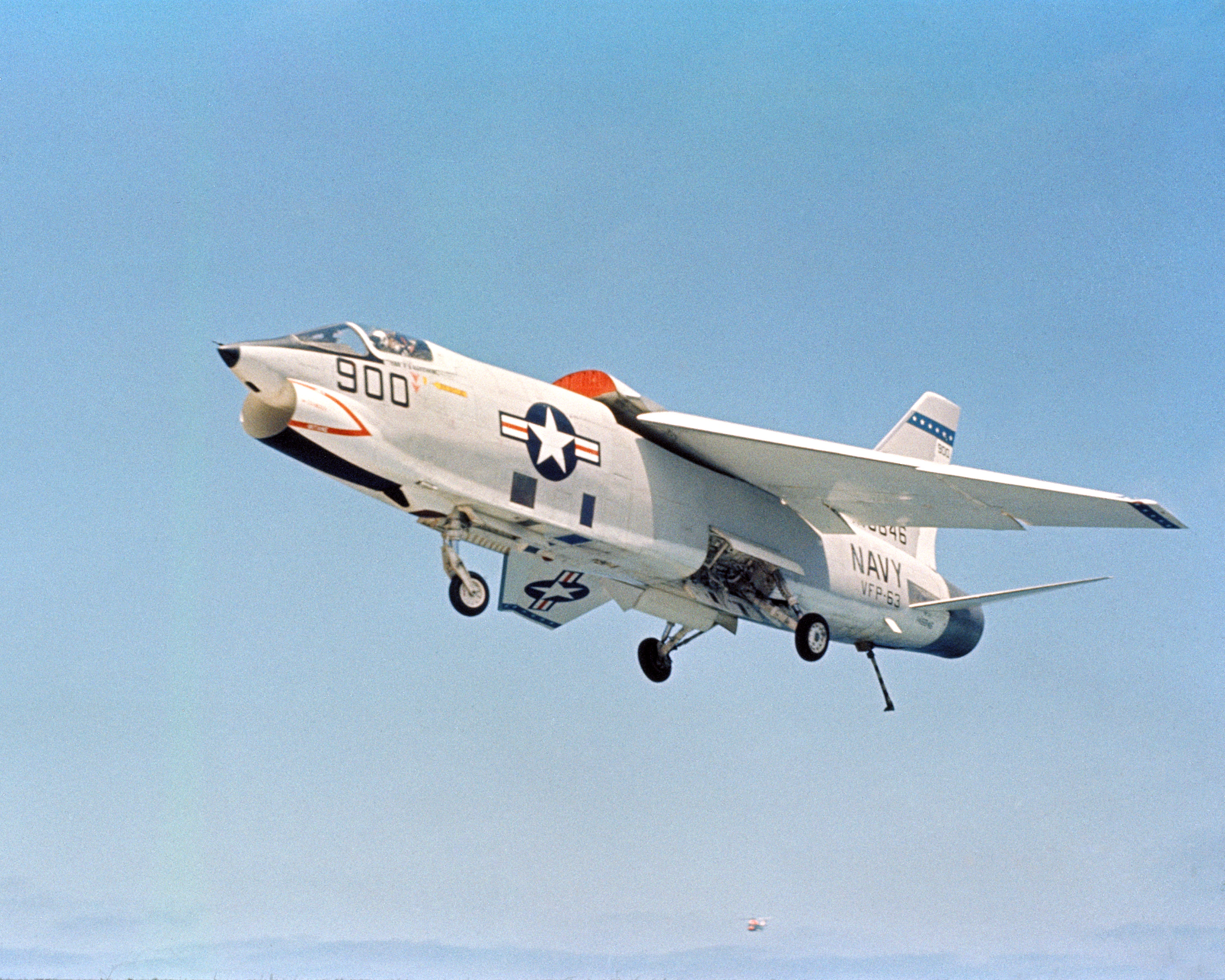
RF-8A Crusader, la versió de reconeixement, aterrant sobre el portaavions USS Midway. Aquesta versió del Crusader fou utilitzada àmpliament durant la Guerra del Vietnam com a avió de reconeixement embarcat estàndard.

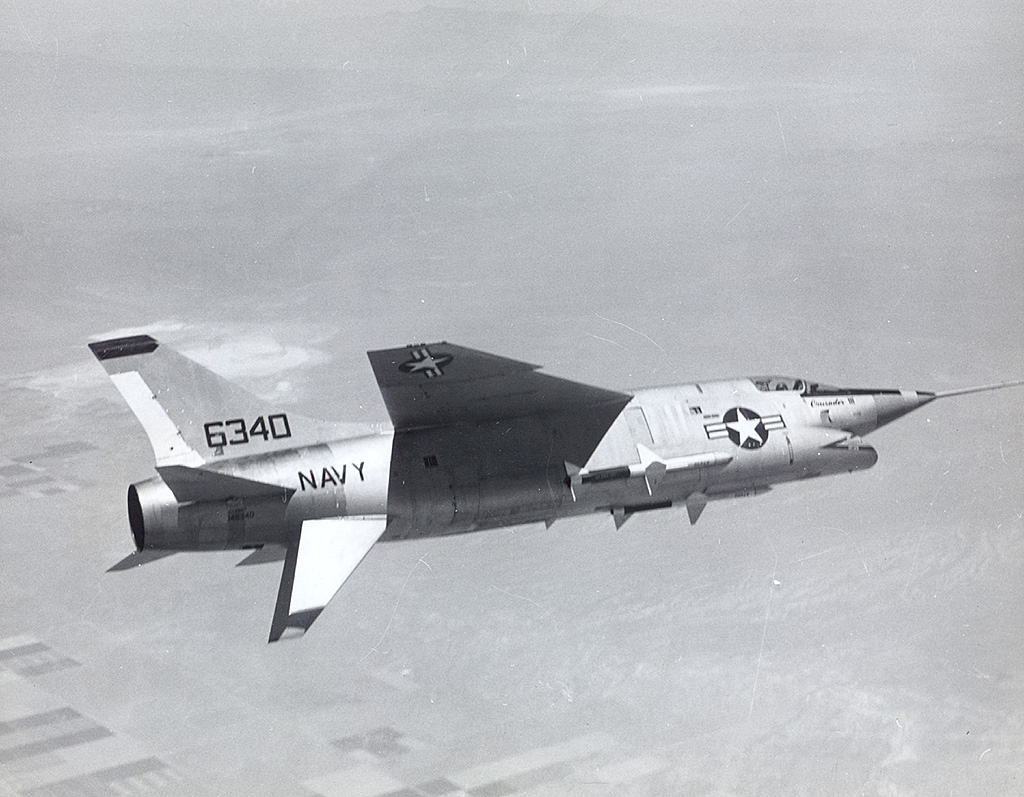
XF8U-3 Crusader III, una nova versió del Crusader dissenyat per competir contra el nou Phantom II.

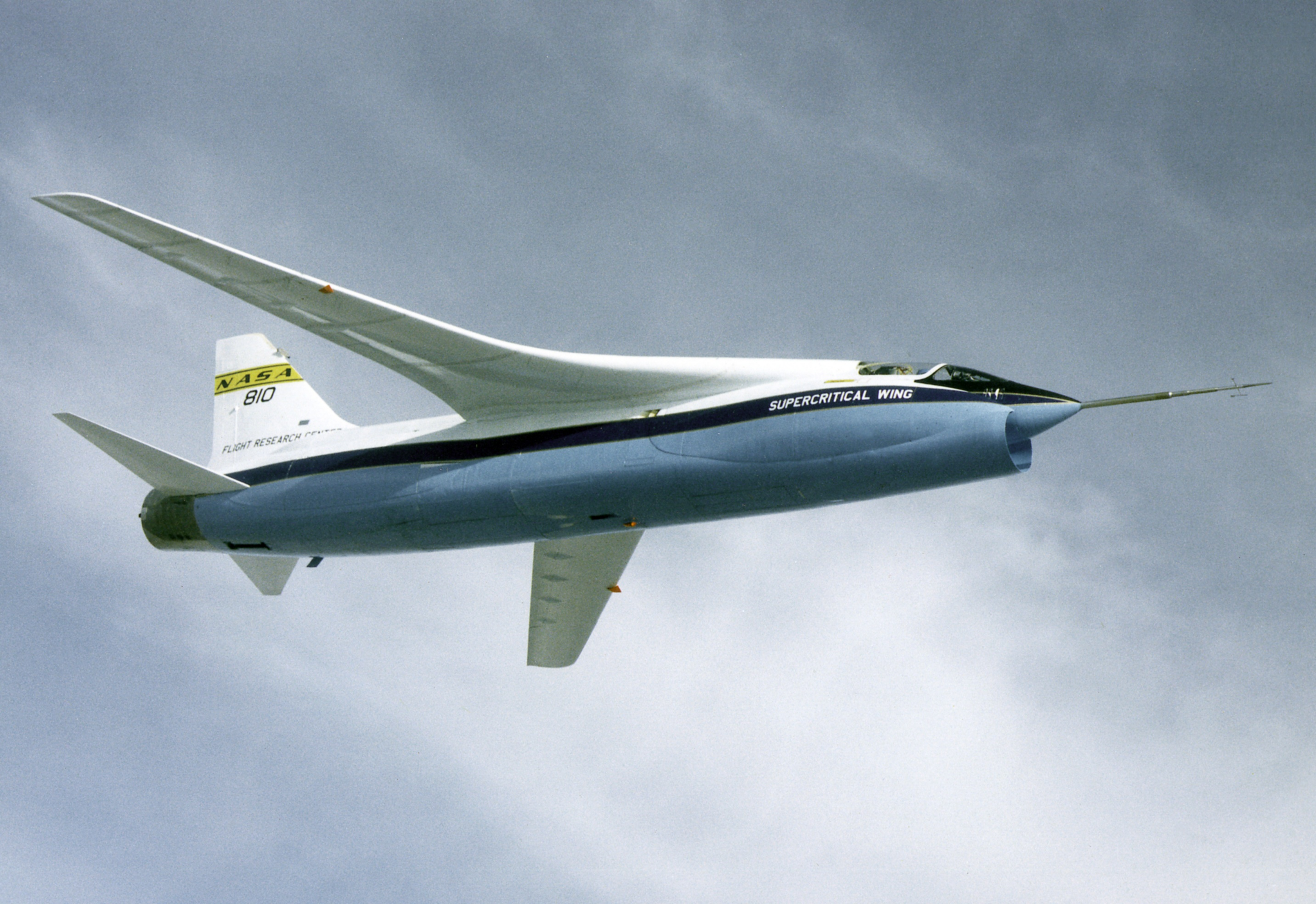
F-8A modificat per la NASA per a volar amb ales supercrítiques.

- Punts de suport: 2 als laterals del fuselatge (per muntar míssils AIM-9 Sidewinder o coets Zuni) i 2 pilones subalars amb capacitat per a fins a 2.000 kg de càrrega
- Coets: 

  - 2× llançacoets LAU-10 (cadascun amb 4 coets Zuni de calibre 127 mm)
- Míssils: 

  - Míssil aire-aire:
    - 4× AIM-9 Sidewinder o Matra Magic (aquest només en els aparells F-8E(FN) de la marina francesa)

  - Míssil aire-superfície:
    - 2× AGM-12 Bullpup
- Bombes: 

  - 12 de 250 lliures (113 kg) o
  - 8 de 500 lliures (227 kg) o
  - 4 de 1.000 lliures (454 kg) o
  - 2 de 2.000 lliures (907 kg)